# Tatjana Szemiakina
Tatjana Szemiakina (ros. Татьяна Александровна Шемякина; ur. 3 września 1987) – rosyjska chodziarka, srebrna medalistka Mistrzostw Świata w Lekkoatletyce 2007.

## Rekordy życiowe
- chód na 20 kilometrów – 1:25:46